# Аббасов, Мирзали
Мирзали Аббасов (1886 — 1957) — советский офтальмолог.

## Биография
- Родился в 1886 году.
- В 1912 году поступил на медицинский факультет Киевского университета и в 1917 году, после окончания которого работал ординатором в Киевском госпитале № 5.
- В 1918 году вернулся в Нахчыван, где до 1920 года работал врачом.
- В 1920 году организовал в Нахчыване отдел здравоохранения, став первым его заведующим. Спустя несколько месяцев на основе отдела был создан Народный Комиссариат Здравоохранения Нахчыванской АССР и М. Аббасов был назначен комиссаром здравоохранения. В то время в Нахчыванской республике работали лишь один врач и несколько медсестёр. Благодаря деятельности М. Аббасова в скором времени в Нахчыване были созданы больница общего профиля, медпункты, аптеки, а в Норашене (Шарур) — фельдшерский пункт.
- В 1921 году М. Аббасов с целью усовершенствования по специальности глазные болезни был принят на должность ординатора глазной клиники при Бакинском государственном университете, где проработал до 1929 году В эти годы им были опубликованы его первые научные статьи.
- В 1930—1935 годах, работая в должности главного врача Бакинской железнодорожной больницы, являлся руководителем глазного отделения этой больницы.
- В 1935 году был назначен на должность заместителя главврача в Бакинской центральной глазной больнице, а 1937-м — главного врача. Во время войны работал в различных больницах и госпиталях г. Баку.
- В 1945 году участвовал в создании в республике Института офтальмологии.
- 1 января 1946 года институт начал свою деятельность под его руководством. М. Аббасов до конца своей жизни руководил Институтом офтальмологии.
- В 1949 году он защитил кандидатскую диссертацию на тему «Электромагнитные операции при военных поражениях глазного яблока». Научные труды М. Аббасова посвящены трахоме и её последствиям, излечению термических, химических и световых ожогов глаз, влиянию метилового спирта на зрительный нерв, профилактике глазного травматизма и т. д. Автор монографии «Трахома в Азербайджане»[1].